# Ralph Krueger
Ralph Krueger (* 31. srpna 1959, Winnipeg, Kanada) je bývalý kanadsko-německý lední hokejista a později hokejový trenér. Narodil se v Kanadě, má německý pas.
Ralph Krueger je pověstný motivátor, vydal knihu Teamlife - Beyond Setbacks to Success, která se stala bestsellerem.
Jako hráč nastupoval za Düsseldorfer EG a odehrál 45 zápasů v západoněmecké reprezentaci. V roli trenéra působil v Německu, Rakousku na klubové úrovni a v NHL v klubu Edmonton Oilers. Jako hlavní kouč vedl v letech 1998–2010 švýcarskou hokejovou reprezentaci. Jako člen realizačního týmu byl při vítězství Kanaďanů na olympiádě 2014 v Soči.
V roce 2014 opustil hokejovou trenéřinu a stal se předsedou/motivačním koučem anglického fotbalového týmu Southampton FC, který měl poté „raketový start“ do sezony 2014/15 Premier League, kdy se držel na 2. místě za vedoucí Chelsea FC. Do Southamptonu ho zlákala švýcarská majitelka Katharina Liebherr.
Byl vybrán jako trenér výběru Evropy pro Světový pohár v ledním hokeji 2016, který dovedl k překvapivému postupu do finále.
Jeho syn Justin Krueger hraje hokej za švýcarský klub HC Lausanne (k únoru 2022).